# Moulin de Nantoin
Pour les articles homonymes, voir Moulin à eau (homonymie).
Le moulin de Nantoin est un moulin à eau du XIXe siècle installé dans l'ancienne commune de Nantoin, rattachée à la commune de Porte-des-Bonnevaux dans le département de l'Isère et la région Auvergne-Rhône-Alpes.

## Historique
Le moulin à eau de Nantoin est attesté dans la seconde moitié du XVIIIe siècle sur la carte de Cassini. Il est également inclus dans les années 1830, au sein d'une exploitation agricole appartenant à Gabriel Laurencin, maire de Nantoin. Durant les années 1880-1890, la famille Reypin le dote d'une grande roue à augets entièrement métallique, de 10 mètres de diamètre sur un mètre de largeur, correspondant au dénivelé entre la retenue d'eau et le canal de décharge.

## Description
Le moulin de Nantoin est un moulin à eau du XIXe siècle, doté d’une roue à augets métallique, de 10 mètres de diamètre sur 1 mètre de largeur. ce moulin présente une des plus grandes roues conservées en France ce qui lui a permis d'être en partie classé et en partie inscrit au titre des monuments historiques (Système hydraulique comprenant la grande roue et l'ensemble du dispositif qui l'accompagne (cad. ZA 118, 122) : classement par arrêté du 3 mars 1997 - Parties suivantes du système hydraulique : retenue et adduction d'eau au moulin (cad. A 928, 929) : inscription par arrêté du 3 mars 1997.
Le système hydraulique comprenant la grande roue et l'ensemble du dispositif qui l'accompagne fait l'objet du classement, tandis que la retenue et l'adduction d'eau au moulin du système hydraulique  font l'objet d'une inscription partielle.

## Situation et accès
Le moulin est situé le long de la RD51 (dite route du Liers) dans le hameau du petit Nantoin.